# エリオット・マネジメント
エリオット・マネジメント（Elliott Management L.P.）は、米国 の資産運用会社で、世界最大級のアクティビスト・ファンド でもある。ポール・シンガー（Paul Singer ）が1977年に設立。

## 概要
シンガーは1977年1月にエリオット・アソシエイツを設立し、友人や家族からの130万ドルからスタートし、自身のミドルネームであるエリオットブランドを選んだ。 設立当初は、 転換社債のアービトラージに注力していた 。1987年の株式市場の暴落 以降、同社はマルチストラテジーのヘッジファンドに移行した 。2024年半ばの時点で、エリオットは ニューヨーク 、 ロンドン 、 東京 、 香港で570人の従業員を数え、継続的に運用されているヘッジファンドの中では最も古いものの一つである。2014年11月の投資家向け書簡で、エリオットは米国の成長に対する楽観論は根拠がないと述べている。「政府がいつまで偽の成長、偽の資金、偽の雇用、偽の金融安定、偽のインフレ率、偽の所得増加から逃れられるかは誰にも予測できない」とエリオットは書いている。「信頼が失われたとき、その喪失は深刻で、突然で、多くの市場やセクターで同時に起こりうる」。2015年、Institutional Investor/Alpha誌はエリオットにAランクを与え、世界のヘッジファンドの中で第9位にランク。エクイティ・パートナーエリオットには7人のエクイティ・パートナーがいる  ポール・シンガー とジョナサン・ポロックが共同最高投資責任者であり、ポール・シンガーの息子であるゴードン・シンガーがエリオットのロンドン・オフィスを管理して いる。 2020年4月に引退が発表された元シニア・ポートフォリオ・マネージャーのスティーブン・カソフは、2015年1月にエクイティ・パートナーに指名された。

## 投資先

### Twitter
2020年2月、ツイッター社の株式を約20億ドル保有するエリオット・マネジメントは、ツイッターと スクエア の両方のCEOである ジャック・ドーシー の仕事量とアフリカへの移住の可能性から、後任を希望していると主張した。 2021年4月、エリオットの取締役は、2020年にツイッターの株価パフォーマンスが95％上昇したことを受け、取締役を退任する予定だった。 エリオットがツイッター株を購入したのは2020年2月で、1株当たりの株価は約36ドルだった。 エリオットは、 イーロン・マスク が株式公開買い付けを行った直後の2022年6月にツイッターから撤退した。株価は45ドル台半ばから50ドル台後半で動いたため、エリオットは2年間で約33％の投資利益を得たことになる。

### ウェラAG
2003年、エリオットは プロクター・アンド・ギャンブル がドイツの毛髪製品会社 ウェラ AG の優先株主全員に公正な価格を提示していないと考えた。 エリオットは、ドイツ第2位のファンドマネージャーであるデカ・インベストメンツを含む他のファンドとともに、この取引に反対した。   Börsen-Zeitung   によると、エリオットは、その目的は「少数株主の権利を守ること」であると述べた 。

### Hess Corporation
2012年後半、エリオットは石油会社ヘスの資本の使い方と、 石油探査 と 生産 から他の活動に「気を取られている」と批判した。 2013年1月、エリオットはヘスに特定の資産を売却するよう求め、ヘスの投資家に対し、石油会社を再構成し、株価を押し上げるための努力の一環として、5人の新しい取締役に投票するよう求めた 。ヘス社の中に埋もれているのは、米国有数の 資源プレイ -に焦点を当てた企業である」とエリオットは書いている。3月、ヘスはエリオットの提案のいくつかに基づいて行動していると発表したが、エリオットはヘスの変更は必要なものには程遠いと述べた。 4月、ヘスはエリオットの助言によりロンドン事務所を閉鎖すると報じられた。 ヘスは2013年以来、エリオットの「トップピック」である。 2014年第4四半期の時点で、エリオットはヘスの1,780万株、13億ドル相当を保有しており、エリオット最大の保有株となっている。

### 三光汽船
2013年後半、エリオットは経営破綻した日本の三光汽船を傘下に収め、海外拠点の大半を閉鎖した。 2012年4月1日、三光は46隻のタンカーと27隻のドライバルカーを含む185隻の船舶を管理または所有していた 。 2019年初頭までに、これはわずか5隻のバルクキャリアに減少していた。2024年3月、三光は最後の船舶を売却し、90年の歴史に幕を閉じることが発表された。

### Samsung
2015年夏、当時サムスンの建設部門の主要投資家であったエリオットは、サムスンの一部門に建設部門を80億ドルで買収させようとしたサムスン代表代行のジェイ・リーの取り組みに反対した。 エリオットの反対にもかかわらず、合併は成立し、エリオットは株式を売却した。 その2年後、李は贈収賄の罪で有罪判決を受け、韓国大統領の友人に賄賂を渡して合併を取り付けたことが明らかになり、投獄された。

### AT&T
2019年9月、AT&T 取締役会宛の書簡を発表し、エリオットがAT&Tの「魅力的な価値創造の機会」と呼ぶものを主張した。 エリオットは、AT&T株を32億ドル（1.2％の持分）蓄積していると述べた。

### JW マリオット フェニックス デザート リッジ リゾート ＆ スパ
2019年9月、トリニティ・リアルエステート・インベストメンツLLCが運用するファンドとエリオット・マネジメント・コーポレーションが運用するファンドのジョイントベンチャーが、フェニックス最大のリゾートであるJWマリオット・デザート・リッジ・リゾート＆スパの買収を発表した。

### Energy Future Holdings
2017年8月の時点で、エリオットとして知られるチェイス・フィッツウォーターは、 エナジー・フューチャー・ホールディングス ' の負債を十分に所有しており、 バークシャー・ハサウェイ の買収提案を阻止していた。バークシャー・ハサウェイは、多額の負債を抱えた同社を救済するために前月オファーを出していた。

### NXPセミコンダクターズ
2017年11月、エリオットと UBS は、 NXPセミコンダクターズの買収価格を引き上げるために協力し、 クアルコム が買収を模索していた。

### ACミラン
2018年7月、イタリアのサッカークラブ ACミラン の株式99.93％を保有し、クラブのオーナーとなった。 エリオットは直ちに、李永紅がACミランを保有していたロッソネリ・スポーツ・インベストメント・ルクスの役員を解任し始めた。 2018年7月10日、ポール・シンガー は公式声明で、クラブ内の財政を安定させるために5,000万ユーロの自己資本を注入することを宣言した。2022年6月、レッドバード・キャピタル・パートナーズはエリオットから12億ユーロでクラブを買収することで合意した 。

### ソフトバンク
2020年2月、エリオット・マネジメントが日本の ソフトバンク・グループ に25億ドル以上の株式を保有したと報じられた 。2022年8月、 フィナンシャル・タイムズ  は、エリオットがソフトバンクの株式をほぼすべて売却したと報じた。これは、 孫正義 「再建を主導する能力」への確信を失ったためとされる。

### BP
2025年2月、エリオット・マネジメントは、 ブリティッシュ・ペトロリアム（BP）の株式5%（38億ポンド相当）を保有していた 。彼らはBPに利益を増やすよう圧力をかけた株主グループの一人で、同社は同月、石油・ガス生産を拡大する一方で、 再生可能エネルギー投資を半分以上削減すると発表した。

### Time Equities
2010年以降、エリオット・マネジメントはディストレスト不動産への投資を拡大している。  ニューヨーク・タイムズ紙によると、エリオット・マネジメントは「ロンドン、香港、東京にアナリストとポートフォリオ・マネージャーのチームを持ち、20億ドル以上の投資を行っている」。 米国では、「デベロッパーとの直接融資に参加することで、銀行が融資を抑制せざるを得なかったギャップを埋めることに注力してきた」。2013年、エリオット・マネジメントはニューヨークの63階建ての商業・不動産プロジェクトでタイム・エクイティーズと提携し、商業用不動産の貸し手であるシルバーピーク・リアル・エステート・ファイナンスの株式を取得した。ニューヨーク・タイムズ紙は2014年5月、エリオット・マネジメントが 5ビークマン・ストリート の開発資金を調達し、マンハッタンで最初の超高層ビルの1つで築130年の建物を、287室のホテルと46階建てのコンドミニアム「ザ・ビークマン」に建て替えると報じた。 このプロジェクトは、ニューヨークの不動産会社であるGFIキャピタル・リソーシズによって実行される予定であった。

### ディストレスト債
エリオットの ディストレスト債 取引の一部は、 ソブリン債 を扱ってきた。
1995年、エリオットは、債務不履行に陥ったペルーの銀行債務の額面2,000万ドルを購入した。 1998年、大規模な訴訟とエリオットによる和解の試みが何度も繰り返された後、裁判所はヘッジファンドに過去の利息を含む5800万ドルを与えた。 
アルゼンチンが2001年の債務不履行に陥った後、 名目額面6億3,000万ドル（現在23億ドル相当）のアルゼンチン国債を所有していたエリオットは、アルゼンチンからの1ドル30セント以下の提示を拒否した。 エリオットは米国と英国の裁判所でアルゼンチンに対する判決を勝ち取ったが、支払いは回収されなかった。 2012年10月、エリオットの子会社であるNMLキャピタルは、ガーナでアルゼンチン海軍艦船 ARA Libertad の押収を手配し、16億ドル以上のアルゼンチン資産を裁定した判決に従い、押収することを意図した 。2012年11月にニューヨークで行われた裁判は、NMLを支持し、アルゼンチンを不利とする判決に終わった。 フィナンシャル・タイムズ紙に掲載された書簡では、法律専門家のアンドレアス・F・ローエンフェルドとピーター・S・スメドレスマンがNMLの立場を擁護している。
エリオットは、 コンゴ共和国 の汚職を暴き、総額1億ドル以上の債務不履行の銀行債務を強制執行する努力をした。2008年、エリオットはコンゴで発生したローン債務3260万ドルを買い取った 。 2002年と2003年、英国の裁判所はエリオットにこれらの債務について1億ドル以上の判決を下した。 この裁判の間、アメリカ大統領 ジョージ・W・ブッシュ は、ヘッジファンドによるアメリカ国内のコンゴ資産の差し押さえを防止する憲法条項を使用した。 コンゴ共和国政府の透明性向上と汚職反対運動家であるブリス・マコッソは、もしエリオットのようなファンドがなかったら、「私たちの国の富がどのように奪われているのか、何の事実も知ることができなかっただろう」と述べた。「エリオットの調査によって汚職の証拠が発見された後、政府は推定9000万ドルの債務について和解し、エリオットは2000万ドル以下を支払った。